# Yvette Broch

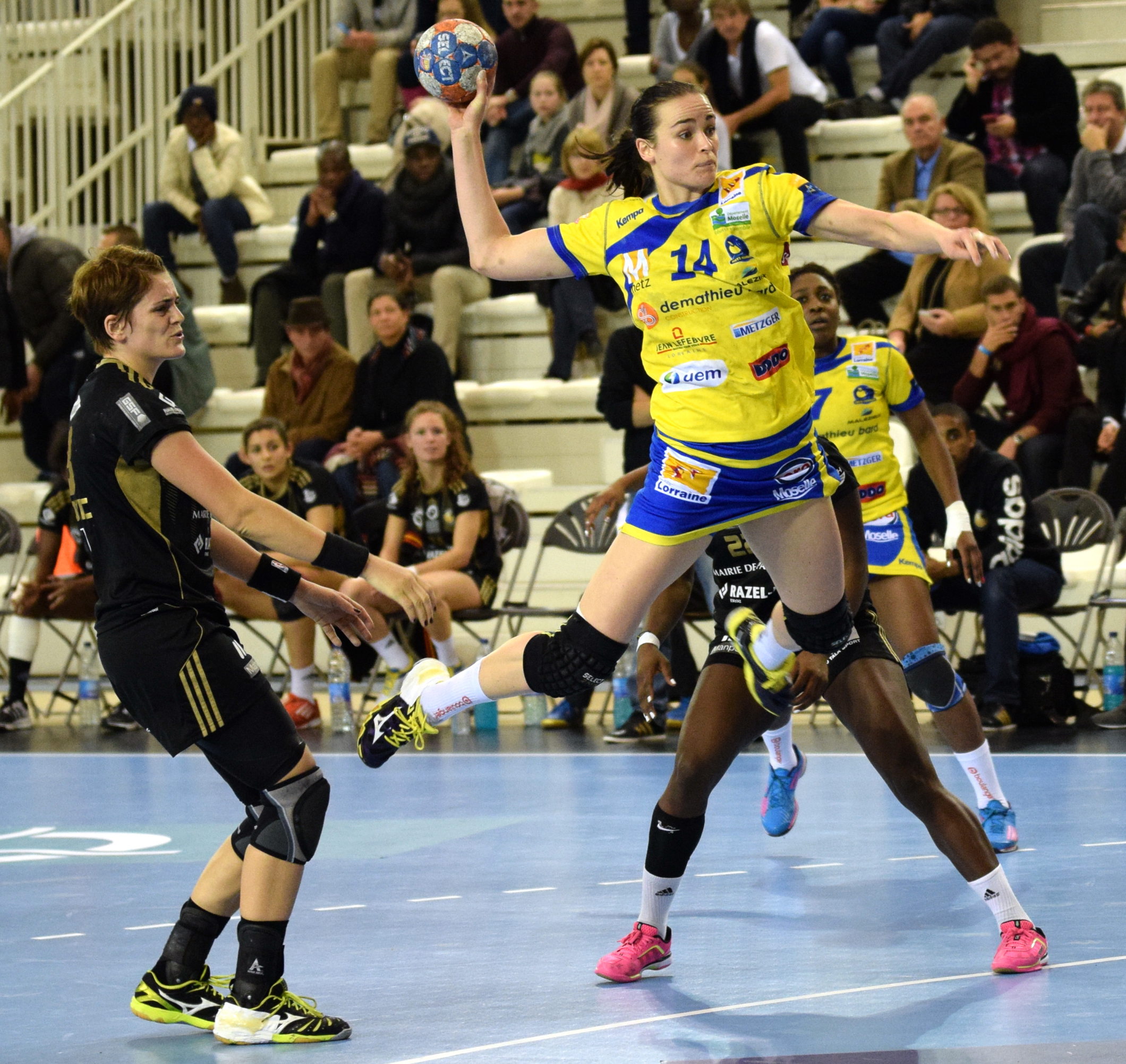
Yvette Broch au tir avec Metz, le 12 novembre 2014.

Yvette Broch, née le 23 décembre 1990 à Monster, est une joueuse internationale néerlandaise de handball, évoluant au poste de pivot. Avec l'équipe des Pays-Bas, elle est notamment vice-championne du monde en 2015.

## Biographie
Après une année en Espagne, à Alcobendas, Yvette Broch, également courtisée par Itxako décide de rejoindre Metz avec qui elle s'engage pour deux saisons. Elle devient rapidement un élément essentiel du club messin qui prolonge régulièrement son contrat,,. Elle partage le poste de pivot avec Nina Kanto.
Après quatre saisons en Lorraine, marquées par de nombreux titres, Yvette Broch rejoint Győr, club majeur du handball européen, à la fin de la saison 2014-2015.
En décembre 2015, elle crée la surprise avec les Pays-Bas en atteignant la finale du championnat du monde, perdue face à la Norvège,.
En décembre 2017, elle décroche une médaille de bronze lors du championnat du monde en remportant le match pour la troisième place face à la Suède. Elle est par ailleurs élue meilleure pivot de la compétition.
Avec Győr, elle remporte à deux reprises la Ligue des champions en 2017 et 2018.
Avant le démarrage de la saison 2018-2019, elle décide de faire une pause dans sa carrière sportive et met un terme à son contrat avec Győr.
En parallèle de sa carrière de sportive professionnelle, Yvette Broch a déjà mené une carrière de mannequin. Elle souhaite également poursuivre ses études dans le domaine de la mode en vue d'une future reconversion.
En novembre 2020, elle annonce son retour sur les terrains en signant au Metz Handball

## Palmarès

### En club
compétitions internationales
- vainqueur de la Ligue des champions (C1) en 2017 et 2018 (avec Győri ETO KC)
  - finaliste en 2016 (avec Győri ETO KC)
- finaliste de la coupe de l'EHF (C3) en 2013 (avec Metz Handball)

compétitions nationales
- championne des Pays-Bas en 2007 (avec HV Quintus) et 2010 (avec VOC Amsterdam)
- championne de France en 2013 et 2014[14] (avec Metz Handball)
- championne de Hongrie en 2016, 2017 et 2018 (avec Győri ETO KC)
- vainqueur de la coupe de France en 2013[15] et 2015 (avec Metz Handball)
- vainqueur de la coupe de la Ligue en 2014 (avec Metz Handball)
- vainqueur de la coupe de Hongrie en 2016 et 2018 (avec Győri ETO KC)

### En sélection
Jeux olympiques
- 4e place aux Jeux olympiques de 2016 à Rio de Janeiro au Brésil

championnat du monde
- finaliste du championnat du monde en 2015 au Danemark
- troisième du championnat du monde en 2017 en Allemagne
- 12e au championnat du monde en 2013 en Serbie[16]
- 15e au championnat du monde en 2011 au Brésil[17]

championnat d'Europe
- finaliste du championnat d'Europe en 2016 en Suède

### Distinctions individuelles
- élue meilleure pivot du championnat du monde en 2017